# Anne Blunt
Anne Isabella Noel Blunt, mais conhecida por Lady Anne Blunt (Reino Unido, 22 de setembro de 1837 — Cairo, 15 de dezembro de 1917), foi a 15º Baronesa de Wentworth. Foi co-fundadora, com o marido, o poeta Wilfrid Scawen Blunt, do Crabbet Arabian Stud para cavalos.
Filha de Ada Augusta Byron King (Condessa de Lovelace), mais conhecida como Ada Lovelace. Sua mãe foi a primeira programadora de computadores da história.

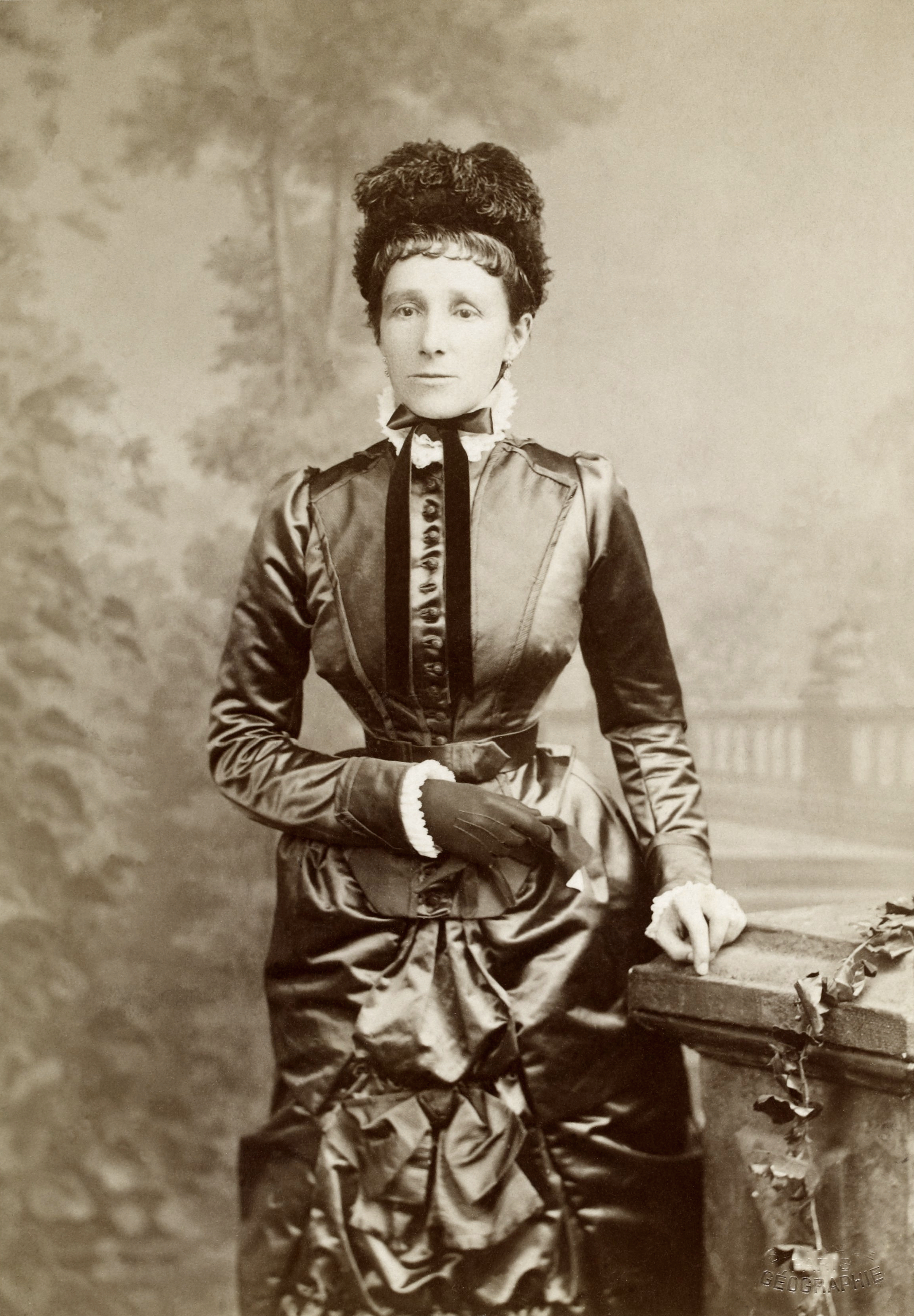
Lady Anne Blunt, 1883